# ОШ „Иво Андрић” Раковица
ОШ „Иво Андрић“ једна је од основних школа у општини Раковица. Основана је 1976. године, а налази се у улици Ивана Мичурина 38а.

## Историјат
Школа је основана 11. маја 1976. године на основу решења Скупштине општине Раковица. Матична комисија формирала је тадашњи колектив наставника сачињених из школа Франце Прешерн и Ђура Јакшић, обе са Раковице.
Школа је почела са радом 1. септембра 1976. године. Због кашњења радова на згради школе, настава се привремено одвијала у Oсновној школи „Франце Прешерн” у трећој смени и Oсновној школи „Ђура Јакшић” у другој и трећој смени. Када је почела да ради, имала је 23 одељења и 26 одељења млађих разреда, са укупно 1054 ученика. Свечано отварање школе обављено је након завршетка радова на школској згради, 5. децембра 1977. године.

## Изглед школе
Школска зграда је изграђена од црвене цигле, а  позната је као „школа  са плавим кровом”. Зграда има два крила са страном за млађе и страном за ученике старијих разреда. У њој се налази 33 учионице које су опремљене рачунарима и пројекторима, а у некима се налазе и паметне табле. Школа има два опремљена информатичка кабинета, свечану салу и две фискултурне сале.
У задњем дворишту се налази атлетска стаза и терени за кошарку, одбојку и фудбал. Поред доњег дворишта, постоји и горње двориште са ружичњаком, дрвећем и клупама за одмор. На улазу у школу се издваја табла са називом школе и ликом Иве Андрића, дрвени путоказ који показује градове света, као и велики мозаик, који су радили чланови ликовне секције. Хол школе је својеврсни изложбени простор у коме су сталне поставке ученичких радова, табла са ђацима генерације, Ћоше за успешне ђаке и простор за представљање реализованих Еразмус пројеката.
У школи ради продужени боравак за ученике првог и другог разреда. Школа има зубарску ординацију, а у школској згради је и издвојено одељење Основне музичке школе „Даворин Јенко”.

## Рад школе
Школа је учестовала у многим међународним и школским пројектима, активностима локалне заједнице и хуманитарним акцијама. Била је домаћин стручних конференција и скупова где су наставници представљали примере добре праксе.
Током пандемије коронавируса осморо наставника школе је снимало часове на РТС-у и пружило подршку у реализацији наставе на даљину.
Ученици школе редовно учествују на различитим такмичењима, ликовним и литерарним конкурсима, музичким фестивалима. Само током школске 2022/2023. године су освојили преко 500 награда на различитим нивоима такмичења. Многи ученици су имали прилику да похађају образовне програме Истраживачког центра „Петница” и ту покажу своје таленте.
Дан школе обележава се 9. октобра, на дан рођења Иве Андрића, а њен мото је „Ширимо љубав”.

## Познати ученици школе
Од 1976. године када је основана, ОШ „Иво Андрић  била је место где су, уз подршку својих наставника, знање стицале многе генерације. Данас су многи њени ученици изградили успешне каријере у свету спорта, уметности, науке и технологије. Неки од њих су познати и ван граница наше земље.
Ватерполо је наш најтрофејнији спорт, а неки од најуспешнијих ватерполиста ишли су баш у ову школу. Један од њих је Дејан Савић (1975), бивши ватерполо репрезентативац, а сада вишеструко награђивани и најбољи ватерполо тренер и селектор на свету. Рекордер је по броју утакмица одиграних за национални тим укупно, 444.
Данило Икодиновић (1976), саиграч Дејана Савића у репрезентацији, такође је био ђак ове школе. Освајач је олимпијске медаље, медаље на светском првенству и Светском купу.